# O quarteto O doador
O Quarteto O doador é uma série de livros de Lois Lowry. O quarteto consiste de O doador (1993), Gathering Blue (2000), Messenger (2004) and Son (2012). O primeiro livro ganhou a Medalha Newbery em 1994 e vendeu mais de dez milhões de cópias. A história de passa no mundo do "Doador". Cada livro tem um protagonista diferente, mas possuem cruzamentos em determinados pontos pois acontecem na mesma era futurística.

## Adaptação para o Cinema
Uma adaptação para o cinema do primeiro livro foi produzida pela The Weinstein Company a pela Walden Media. Foi lançada em 15 de Agosto de 2014, e estrelou Jeff Bridges como o Doador e Brenton Thwaites como Jonas.